# Salvatore Aversa
Salvatore Aversa (Castrolibero, 14 giugno 1933 – Lamezia Terme, 4 gennaio 1992) è stato un poliziotto italiano vittima della 'Ndrangheta.

## Biografia
Svolse numerose indagini sulle attività delle cosche della 'ndrangheta lametina. Venne ucciso il 4 gennaio 1992 insieme alla moglie Lucia Precenzano, nella centralissima Via dei Campioni (in seguito intitolata ai coniugi) di Lamezia Terme, in un agguato eseguito dai tarantini Salvatore Chirico e Stefano Speciale, in seguito rei confessi, che sono stati ingaggiati per il delitto dalle 'ndrine di Lamezia Terme.
Le indagini iniziali portarono all'arresto dei giovani Renato Molinaro e Giuseppe Rizzardi, indicati come esecutori materiali da una presunta testimone oculare, Rosetta Cerminara, e in seguito scagionati. Le tombe dei due coniugi, poste nel cimitero di Castrolibero, vennero in seguito profanate da ignoti, probabilmente legati alla malavita organizzata. La vicenda drammatica dell'omicidio, è raccontata nel libro del giornalista e scrittore lametino, Antonio Cannone, Il Caso Aversa tra rivelazioni e misteri (Falco Editore, 2017), finalista al "Premio Piersanti Mattarella" 2018.